# Лушембурго, Вандерлей
Вандерлей Лушембурго да Силва (порт.-браз. Vanderlei Luxemburgo da Silva; 10 мая 1952, Нова-Игуасу), иногда, более правильно, Вандерлей Лушембургу — бразильский футболист и футбольный тренер.
Обладатель рекорда — клуб «Крузейро» под его руководством за один сезон выиграл чемпионат Бразилии, Кубок Бразилии и чемпионат штата, что до сих пор является единственным подобным результатом в истории бразильского футбола. Рекордсмен по количеству титулов чемпионата штата Сан-Паулу — 9.
По мнению Игоря Фесуненко, Лушембурго известен своим жёстким характером, неумением идти на компромиссы и уважать авторитетов, как среди футболистов, так и среди непосредственных руководителей, ненавидит даже намёки на «звёздную болезнь» у игроков. Является сторонником «партиципативного футбола» (одного из поздних бразилированных вариантов «тотального футбола») и отсутствия жёстких схем игры. Часто пользуется последними научными новинками в своей тренерской работе, один из авторов компьютерной программы «Tatic Plus 3D», которая разработана для 3D-моделирования футбольных матчей.

## Биография
Вандерлей Лушембурго родился в Тингуа, маленькой деревеньке в предместье Нова-Игуасу 10 мая 1952 года в семье Себастьяны да Силвы и Розы Лушембурго. Помимо Вандерлея у них было ещё два сына. Дед Лушембурго, отец его матери, был токарем и членом железнодорожного профсоюза в Рио-де-Жанейро, но был вынужден бежать из родного города будучи преследуемый властями первой республики, будучи левых взглядов, он дал своей дочери фамилию Лушембурго, в честь Розы Люксембург. Семья была очень бедной. Уже в возрасте 4-х лет Лушембурго был отправлен в школу, после которой он часто гонял мяч с такими же, как он, мальчишками. Эти ребята, как и тысячи других по всей стране создали свою команду — «Колежио да Роша Миранда», в ней Вандерлей играл на позиции левого защитника. В возрасте 11-ти лет семья Лушембурго переехала в Рио-де-Жанейро, там его отец, который, как и все бразильцы, видел своего сына только футболистом, отвел мальчика в школу местного клуба, одного из сильнейших в Бразилии, «Ботафого», в составе которого он был трижды чемпионом (1968, 1969 и 1970) молодёжного первенства чемпионата штата Рио-де-Жанейро, однако в основном составе он дебютировал в другом клубе — «Фламенго» в 1971 году. С «Менго» Лушембурго трижды выигрывал кубок Гуанабара в 1972, 1973 и 1978 годах и три чемпионата Рио в 1972, 1974 и 1978 годах. В первые два сезона во «Фламенго» Лушембурго не попадал в «основу» команды проведя лишь 11 матчей за 2 года, но затем стал чаще выходить на поле, однако всё равно оставаясь лишь дублёром Жуниора.
С 1973 по 1974 год Лушембурго выступал за молодёжную сборную Бразилии и даже был капитаном команды, которая выиграла престижный турнир для молодёжных сборных в Каннах. В 1978 году Лушембруго провёл за «Фламенго» всего лишь 8 матчей (в предыдущем сезоне — 36 игр), подолгу оказываясь на скамейке запасных, а потому он решил сменить клуб. В составе «Фла» Лушембруго провёл 153 матча и забил 9 голов. Лушембурго перешёл в «Интернасьонал», за который провёл 1 сезон и вернулся в «Ботафого», в котором завершил карьеру в 1980 году из-за тяжёлой травмы колена.
28-летний Лушембурго стоял перед выбором, между профессией менеджера или тренера, на которые он уже смог выучиться. Лушембруго выбрал футбол и пошёл в ассистенты к главному тренеру клуба «Олария» Антонио Лопесу, через год Лопес, вместе с Лушембруго, возглавил клуб «Америка» (Рио), но команда в те годы не показывала впечатляющих результатов, а потому тренерский штаб, всего через 5 месяцев после назначения, был уволен. В июне 1981 года Лопес взял своего подопечного в клуб «Васко да Гама», который он возглавил, в нём Лушембурго работал до декабря 1982 года, выполняя функции тренера-аналитика. В январе 1983 года Лушембурго начал самостоятельную тренерскую деятельность, возглавив «Кампо-Гранде», а спустя 4 месяца — клуб «Рио-Бранко», который сделал чемпионом штата Акри, этот титул стал первым тренерским достижением Лушембурго. В 1984 году Лушембруго возглавил клуб «Фрибургензе» из Рио-де-Жанейро, а через 5 месяцев неожиданно уехал в Саудовскую Аравию, приняв «бразды» правления клубом «Аль-Иттихад». По возвращении, Лушембургу работал с клубом «Демократа», затем с молодёжным составом клуба «Флуминенсе», а затем несколько месяцев с «Америкой». А также был ассистентом в аравийском клубе «Аль-Шабаб (Эр-Рияд)».
В 1989 году Лушембурго стал тренером клуба второго дивизиона лиги Паулисты «Брагантино», с которым он выиграл второй дивизион чемпионата Паулисты, а через год клуб выиграл и высший сан-паульский дивизион, впервые в своей истории. В этой же команде он разработал методику «партисипативного футбола», когда игроки могли иметь на поле различные функции, не связанные с их непосредственной игровой позицией. 27 января 1991 года Лушембурго стал главным тренером своего бывшего клуба «Фламенго», но из-за одного интервью, в котором подверг критике руководство клуба, он был уволен со своего поста 18 августа. Затем Лушембурго без особых успехов работал с клубами «Гуарани» (Кампинас) и «Понте-Претой», с которой вылетел во сторой дивизион чемпионата штата.
В 1993 году Лушембурго возглавил «Палмейрас», и уже в первый же год клуб выиграл чемпионат Бразилии (в этом турнире команда из 22 матчей проиграла лишь один, одержав 16 побед), чемпионат штата и турнир Рио-Сан-Паулу, через год клуб повторил победы в чемпионате страны и штата. В «Палмейрасе» тех лет Лушембурго проявил себя не только как тренер-победитель, но и как открыватель талантов, именно при нём блеснули такие звёзды бразильского футбола, как Ривалдо, Эдмундо и Роберто Карлос.
22 января 1995 года Лушембурго в третий раз стал главным тренером клуба «Фламенго», который являясь одним из самых титулованных и популярных клубов страны, находился в затяжном игровом кризисе, а потому руководство клуба приняло решение купить лучшего игрока мира — Ромарио. Также Лушембурго смог уговорить своего бывшего подопечного по «Палмейрасу», Эдмундо перейти в стан «рубро-негро», сказав в одном из интервью, что форвард для него «как сын». Третьей звездой стал ещё один форвард — Савио. «Фла» начал неплохо, выиграв Кубок Гуанабара, но затем у Лушембурго и Ромарио случился конфликт, на почве того, что бомбардир требовал для себя разрешения нарушать режим, не являться на некоторые тренировки, не выступать в малозначимых матчах, а также приводить к себе в номер девушек, а партнёр по нападению Эдмундо поддержал Ромарио, желая тех же перспектив для себя. Однако Лушембурго не пошёл на компромисс, скандал вылился в прессу, и затем привёл к тому, что Вандерлей 14 июля 1995 года подал в отставку, что стало неожиданностью для руководства клуба. Сам же Лушембурго сказал:

«Это столкновение характеров. А характер не купишь в аптеке или в лавке за углом. Ты рождаешься с характером. Или без него…».

После «Фламенго», Лушембурго в июне того же года перешёл в клуб «Парана», став самым высокооплачиваемым тренером в Бразилии, получая 80 тыс. реалов в месяц. В первом матче клуб проиграл Гремио, возглавляемое Луисом Фелипе Сколари. Клуб после первого круга выступал удачно, занимая четвёртое место, но в октябре Вандерлей получил приглашение и возглавил «Палмейрас». В 1996 году он привёл к победе в чемпионате штата, продемонстрировав атакующий футбол — клуб 101 раз поразил ворота соперников, одержав 26 побед в 29-ти матчах. И здесь Лушембурго стал открывателем талантов, Джалминью и Луизао, чемпион мира 2002.
В 1997 году Лушембурго перешёл в клуб «Сантос», с которым победил в турнире Рио-Сан-Паулу, а год спустя возглавил «Коринтианс», выиграв с клубом чемпионат Бразилии. После чего 11 августа 1998 года возглавил сборную Бразилии, одновременно являясь главным тренером «Коринтианса». Назначению Лушембурго поспособствовал Рикардо Тейшейра, президент Бразильской конфедерации футбола, который на встрече с ним в кафе «Куполь» в Париже на чемпионате мира 1998, на котором Лушембургу работал телекомментатором, показал всё своё понимание футбола, анализируя игру выступающих сборных. По окончании сезона, Вандерлей сосредоточился на работе в национальной команде, оставив клуб своему помощнику Освалдо де Оливейре.
В сборной Вандерлей начал с заверений, что «наступила эра профессионалов», что он хочет «объединить всех тренеров Бразилии», чтобы в команде было несколько подлинных футбольных звёзд, которые могли бы в одиночку обыгрывать соперников, что наступила эра универсализации и умения всей командой находить слабые места у соперников:

«Я хочу иметь в своём распоряжении игроков, отличающихся таким разнообразием действий, что можно было бы с их помощью в корне менять манеру игры команды, не прибегая к заменам. Разносторонность — это самое главное качество, которое я хочу видеть в спортсмене. Современный футболист обязан уметь играть на разных позициях. Чемпионат мира не дал нам никаких тактических новинок, но, например, сборная Голландии показала именно эти качества.
Мне не нужен игрок, который будет стоять где-то там, впереди, поближе к воротам соперника, в ожидании, когда ему направят мяч. Сегодняшний футбол — это игра подвижная и стремительная. В этом утверждении нет ничего нового. Тот же Гуллит или Ван Бастен, будучи форвардами, частенько отходили в среднюю зону и начинали атаки из глубины. А потом вдруг неожиданно оказывались в штрафной и забивали голы. Кстати, и полузащитники тоже должны уметь забивать мячи. Сегодня мы уже не можем зависеть только от выдвинутых вперёд „чистых форвардов“, которые всегда окружены защитниками. В моем компьютере будут храниться все тактические схемы всех соперников нашей сборной. И я смогу с его помощью раздельно исследовать функции защиты, игроков средней зоны и нападающих. Я буду искать все то, что наиболее удобно для победы и буду монтировать это на экране. Там, где у соперников сильные участки, мы будем создавать для них дополнительные препятствия. Где у них обнаружатся „дырки“, там мы будем атаковать».

Начало со сборной было оптимистическим, после ничьей с Югославией, за которую команду освистали, последовали две победы с общим счётом 10:2 над Россией и Эквадором. А затем после серии товарищеских матчей Лушембурго привёл сборную к победе на кубке Америки в Парагвае, где бразильцы одержали 6 побед в шести матчах. Но на кубке конфедераций команда, победив на пути к финалу Германию 4:0, в финале проиграла Мексике 2:4, а спустя месяц сборной Аргентины со счётом 0:2. На Олимпиаде 2000 бразильцы проиграли уже в 1/4 финала сборной Камеруна, имея во втором тайме на 2-х игроков больше. После турнира Лушембурго обвиняли в прессе за то, что он не взял Ромарио. Позже он оценил это решение как ошибочное. В отборочных матчах к чемпионату мира бразильцы выглядели не ровно, чередуя блестящие матчи, как например победа над Аргентиной 3:1, так и безвольные, как поражение от Парагвая 1:2 в Асунсьоне. После поражения 0:3 от чилийцев Лушембурго был уволен. Такое выступление сборной обуславливалось несколькими причинами: Лушембурго перессорился со всеми лидерами команды, включая Кафу, Алдаира, Диду, Роберто Карлоса и Роналдиньо, запретил игрокам критиковать решения тренера и игру сборной, пригрозив отчислением из команды, через сборную при Лушембурго проходило большое количество игроков, которые, по общему мнению до уровня национальной команды никак не дотягивали, например Сантос Моцарт, но из-за участия в играх сборной их цена на футбольном рынке резко увеличивалась, а Лушембурго, по слухам, получал за их переходы некоторый процент. Позже Вандерлей сказал, что из 22 игроков, которые выиграли чемпионат мира, в «его» сборной играли 19 человек.
После сборной Лушембурго вернулся в «Коринтианс», с которой выиграл чемпионат штата. В розыгрыше турнира Лушембурго использовал специальное электронное устройство, чтобы иметь связь с игроками во время матча, уже после окончания соревнования, эти приспособления были объявлены незаконными. В этот период случился конфликт с Марселиньо Кариокой, который в прессе рассказал, что Рикардиньо докаладывал руководству клуба о нефутбольной жизни игроков, а также о том, что его побили сокомандники на тренировке. Затем Вандерлей тренировал «Палмейрас». В конце 2002 года Лушембурго возглавил клуб «Крузейро». С этой командой в 2003 году он выиграл чемпионат Бразилии, Кубок Бразилии и чемпионат штата Минас-Жерайс, до этого ни один клуб в Бразилии не добивался этого. Затем Лушембурго поработал немного в «Сантосе», выиграв чемпионат Бразилии.
4 декабря 2004 года Лушембурго был назначен главным тренером мадридского «Реала», так сбылась мечта Лушембурго — о своём желании работать с европейскими грандами, о чём он говорил, ещё когда был главным тренером сборной Бразилии, за что подвергался критике со стороны бразильской спортивной прессы. Лушембурго, ставший первым бразильским тренером в истории клуба, установил рекорд клуба по количеству побед подряд (7 игр). «Реал» завершил сезон на 4-м месте в чемпионате. Сезон 2005/06 клуб начал ярко, но затем Лушембурго решил изменить тактическую схему игры «Галактикос» на 4-2-2-2, назвав её «магическим прямоугольником», это не только не помогло клубу, но и привело к череде неудачных матчей, включая два поражения со счётом 0:3 от «Лиона» и от самого принципиального соперника «Барселоны». Последней игрой для тренера стала победа над «Хетафе», где он по ходу матча заменил Роналдо. Именно эту замену Вандерлей назвал причиной его увольнения.
В 2006 году Лушембурго вернулся в «Сантос» и два года подряд выигрывал с клубом чемпионат штата, но в 2007 году был уволен после поражения в полуфинале кубка Либертадорес от «Гремио». В 2008 году Лушембурго возглавил «Палмейрас» и в первый же сезон выиграл чемпионат Сан-Паулу. 11 марта он был удалён со скамьи запасных, за это клуб оштрафовал его на 50 тыс. реалов. В том же году болельщики клуба, недовольные выступлениями клуба в чемпионате Бразилии, напали на тренера и сломали ему руку. 17 марта он был оштрафован на 5000 реалов за то, что назвал судью матча с «Коринтиансом» трусом. 27 июня 2009 года Лушембурго объявил, что покидает «Палмейрас», из-за того, что был несогласен с продажей Кейррисона в «Барселону», чему он всячески препятствовал. Также причиной его ухода назывался ранний вылет из Кубка Либертадорес. 17 июля 2009 года Лушембурго вновь возглавил «Сантос». Однако в декабре 2009 года, Лушембурго был уволен, после занятия клубом 12-го места в чемпионате Бразилии.
8 декабря 2009 года Лушембурго возглавил «Атлетико Минейро», отклонив предложения московского ЦСКА и «Интернасьонала», подписав контракт на 2 года. С клубом тренер выиграл чемпионат штата уже после 5 месяцев работы. Однако последующие результаты были неудачными, и 24 сентября 2010 года, после поражения от «Флуминенсе» со счётом 1:5 и вылета клуба в серию В, Вандерлей был уволен. Под его руководством команда провела 53 игры, из которых выиграла 22, 12 свела вничью и 19 проиграла. 5 октября 2010 года Лушембурго возглавил «Фламенго». 2 февраля 2012 года он был уволен со своего поста из-за конфликта с игроком команды, Роналдиньо, который обвинил тренера, в том, что тот следил за ним в нерабочее время.
21 февраля 2012 года Лушембурго был назначен главным тренером «Гремио». Контракт был подписан до 31 декабря 2012 года. Сменил на этом посту Кайо Жуниора. 30 июня 2013 года он был уволен. 30 июля 2013 года Лушембурго был назначен главным тренером «Флуминенсе». Контракт был подписан до 31 декабря 2013 года. Он сменил на этом посту Абела Брагу. 12 ноября того же года был уволен с поста главного тренера команды за неудовлетворительные результаты: клуб занимал 18 место из 20 возможных, набрав только 36 очков.
23 июля 2014 года был назначен главным тренером «Фламенго». Контракт был подписан до конца декабря 2015 года, сменил на этом посту Нея Франко. 25 мая 2015 года тренер покинул «Фламенго». Преемником Лушембурго стал Кристован Боржес. 2 июня 2015 года был назначен главным тренером «Крузейро». Контракт был подписан до конца декабря 2016 года, сменил Марсело Оливейру. 31 августа 2015 года, через день после поражения от «Сантоса» 0:1 в 21-м туре чемпионата Бразилии 2015, был уволен. Преемником Лушембурго в «Крузейро» стал Мано Менезес. В сентябре 2015 года он стал главным тренером китайского клуба «Тяньцзинь Тяньхай», подписав контракт сроком на один год. Но уже 5 июня следующего года он был уволен из-за неудовлетворительных результатов.
29 мая 2017 года был назначен главным тренером «Спорта» (Ресифи). Сменил на этом посту Нея Франко. 26 октября 2017 года был отправлен в отставку. Преемником Лушембурго в «Спорте» стал Даниэл Паулиста.
8 мая 2019 года возглавил «Васко да Гаму». Контракт подписан до конца сезона 2019.
15 декабря 2019 года в 5-й раз в своей карьере возглавил «Палмейрас». Контракт подписан на 2 сезона. 14 октября 2020 года, после трёх подряд поражений, он был уволен со своего поста. Специалист возглавлял команду в пяти из шести матчей группового этапа Кубка Либертадорес 2020, при нём команда одержала четыре победы и один раз сыграла вничью. Впоследствии команда стала победителем турнира и, тем самым, Лушембурго постфактум также стал обладателем этого трофея. Это отметил и наставник «Палмейраса» Абел Феррейра, который сразу же после победы сказал в интервью, что «Эту работу начал Вандерлей»
31 декабря 2020 года во второй раз назначен главным тренером «Васко да Гамы». Контракт подписан до конца сезона 2020. 24 февраля 2021 года, за день до домашнего матча последнего 38-го тура чемпионата Бразилии 2020 «Васко да Гама» — «Гояс» (3:2), было объявлено, что стороны не смогли договориться о продлении контракта. По итогам Серии A 2020 «Васко» занял 17-е место и вылетел в Серию B 2021, а на место Лушембурго был приглашён Марсело Кабо из «Атлетико Гоияниенсе».
3 августа 2021 года назначен главным тренером клуба Серии B «Крузейро».
1 мая 2023 года в 3-й раз в своей карьере возглавил «Коринтианс». Контракт действует до 31 декабря 2023 года.

## Личная жизнь
Лушембурго чрезвычайно суеверен, он верит в святость его друга, экстрасенса и священника Роберио де Огума, который в свою очередь является последователем некого «Бога всех религий», чья вера сочетает спиритизм, христианство и кандомбле. Это отражается в его одежде и внешности: как правило, это костюм с галстуком и накрашенные прозрачным лаком ногти. Он объяснял это так: «Язык тела очень важен для тех, кто хочет заявлять о себе на поле».
Имеет личного помощника по психологии в команде, Сьюзи Флери, автора книги «Эмоциональная компетенция — путь к победе для футбольных команд», работавшего с ним во многих клубах и сборной.
На Лушембурго было возбуждено несколько уголовных дел: за получение процентов от сделок с игроками во время работы в сборной; за уход от уплаты налогов, где Лушембурго изменил в декларации своё имя с Wanderlei на Vanderley; за нецелевое использование средств, выданных Бразильской конфедерацией футбола. В 1996 году Клаудия Кавальканте из Кампинасе обвинила его в сексуальных домогательствах, но проиграла дело в суде. Марселиньо Кариока обвинил Лушембурго, в том, что когда он был игроком сборной и в двух своих первых матчах забил два гола, тот его более не приглашал в состав, по причине того, что Марселиньо увёл у Вандерлея девушку, а тот таким образом ему отомстил. Позже Марселиньо подал на тренера в суд за то, что тот назвал его «ублюдком» во время трансляции по телевизору. Кариока процесс выиграл. Ему была назначена компенсация в 350 тыс. реалов. В 2011 году Лушембурго проиграл в суде Эдмундо, за что был вынужден выплатить долг в 2,3 млн реалов.
Вандерлей женат. От брака с Жо Лушебругу у него три дочери — Валеска, Ванесса и Вануса. У него две внучки — Габриэла и Виктория. Зять Лушембурго — игрок сборной Чили Клаудио Мальдонадо, которого тренер сам же и пригласил в команду «Крузейро» в середине 2003 года.
В июне 2020 года Лушембурго была проведена операция по удалению желчного пузыря, а в июле он заболел COVID-19.

## Достижения

### Как игрок
- Обладатель кубка Гуанабара (3): 1972, 1973, 1978
- Чемпион штата Рио-де-Жанейро (3): 1972, 1974, 1978

### Как тренер
- Чемпион штата Эспириту-Санту (1): 1983
- Чемпион штата Сан-Паулу (9): 1990, 1993, 1994, 1996, 2001, 2006, 2007, 2008, 2020
- Обладатель кубка Гуанабара (2): 1991, 1995
- Чемпион штата Рио-де-Жанейро (2): 1991, 2011
- Чемпион турнира Рио-Сан-Паулу (2): 1993, 1997
- Чемпион штата Минас-Жерайс (2): 2003, 2010
- Чемпион штата Пернамбуку (1): 2017
- Победитель Серии B (1): 1989
- Чемпион Бразилии (5): 1993, 1994, 1998, 2003, 2004
- Обладатель Кубка Бразилии (1): 2003
- Обладатель Кубка Либертадорес (1): 2020 (постфактум)
- Обладатель Кубка Америки (1): 1999